# Tracy Caldwell Dyson

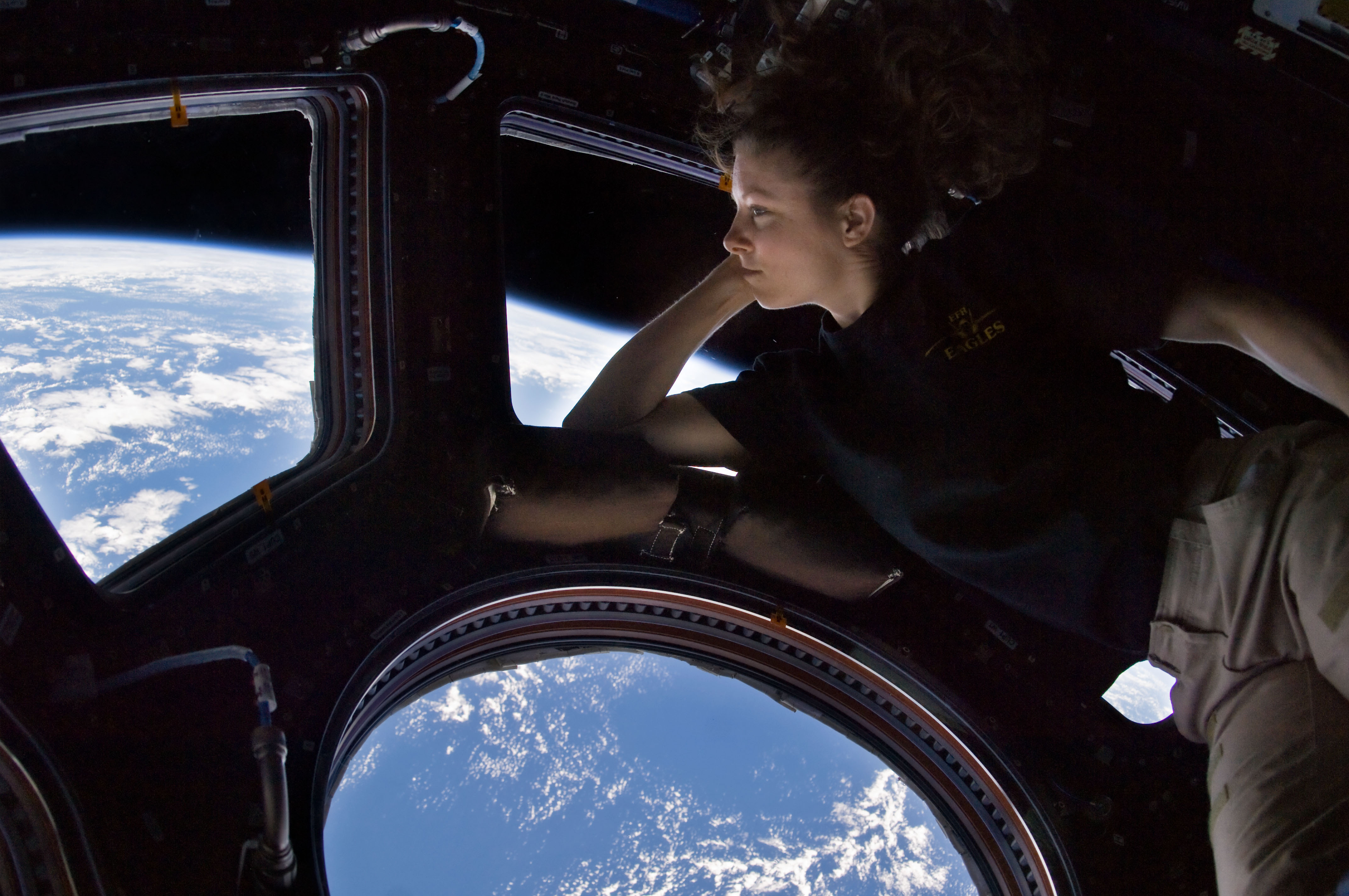
Tracy Cadwell Dyson in de Cupola-module van het ISS, de Aarde observerend.

Tracy Caldwell Dyson (Arcadia (Californië), 14 augustus 1969), geboren als Tracy Ellen Caldwell, is een Amerikaans scheikundige en NASA-astronaute. 
Dyson maakte deel uit van NASA Astronautengroep 17. Deze groep van 32 ruimtevaarders begon hun training in 1998 en had als bijnaam The Penguins. 
Ze vloog als specialist mee met de spaceshuttle Endeavour met vluchtnummer STS-118 in augustus 2007. Ze maakte ook deel uit van ISS Expeditie 23 en 24 en deed drie ruimtewandelingen die in totaal 22 uur duurden.
In september 2023 werd bekendgemaakt dat Dyson een derde vlucht van zes maanden zal maken aan boord van Sojoez MS-25 als onderdeel van ISS-Expeditie 70/71.